# Ceremony of Opposites
Ceremony of Opposites treći je studijski album švicarskog metal sastava Samael. Album je 28. veljače 1994. godine objavila diskografska kuća Century Media Records.

## O albumu
Ceremony of Opposites drugi je album sastava koji je objavila diskografska kuća Century Media Records nakon što je sastav prethodno raskinuo ugovor s francuskim izdavačem Osmose Productions. Iako je tematika pjesama na albumu uvelike slična onoj koja je bila prisutna na prethodnim glazbenim izdanjima grupe (aludiranje na Aleistera Crowleya, sotonizam i bogohuljenje), pjesme su s glazbenog gledišta po prvi puta počele pokazivati znakove interesa skupine za industrijalnu glazbu, glazbeni smjer kojim će se voditi na svojim naknadnim albumima. 
Pjesma "Baphomet's Throne" koristi glazbeni uzorak preuzet iz stavka "Koliba na kokošjim nogama" iz suite "Slike s izložbe" ruskog skladatelja M. P. Musorgskog.
Producent albuma bio je Waldemar Sorychta koji je također radio i na albumima sastava kao što su Lacuna Coil, Tiamat i Moonspell.
Godine 2005. album je bio ponovno objavljen zajedno uz EP Rebellion.

## Popis pjesama
Tekstovi: Vorphalack, glazba: Xy, osim pjesme "To Our Martyrs" koju su napisali Vorphalack i Xy.
| 1.    | »Black Trip«                | 3:19 |
| 2.    | »Celebration of the Fourth« | 2:53 |
| 3.    | »Son of Earth«              | 3:58 |
| 4.    | »'Till We Meet Again«       | 4:11 |
| 5.    | »Mask of the Red Death«     | 3:04 |
| 6.    | »Baphomet's Throne«         | 3:30 |
| 7.    | »Flagellation«              | 3:41 |
| 8.    | »Crown«                     | 4:06 |
| 9.    | »To Our Martyrs«            | 2:37 |
| 10.   | »Ceremony of Opposites«     | 4:39 |
| 35:58 |                             |      |

## Recenzije
Eduardo Rivadavia, glazbeni kritičar sa stranice AllMusic, dao je albumu četiri i pol od pet zvjezdica te je komentirao: "Samael je nastavio evoluirati sve dalje iz svojih skromnih nekro-black metal početaka s objavom svojeg iznimno bitnog trećeg albuma Ceremony of Opposites 1994. godine. Iako su black metal osnove i nekoliko death i thrash metal obilježja još uvijek podupirali stil skladanja ovog švicarskog sastava, na [albumu] je također prisutna klinička, ledena preciznost (izvorno iz industrijalne glazbe) koja je brzo nadirala na novim nasilnim pjesmama kao što su "Black Trip", "Son of Earth" i "Mask of the Red Death. [...] S većim dodatkom klavijaturističke pozadine i gotički-inspiriranim sintesajzerskim zborskim vokalima na zloćudnome materijalu kao što su "Celebration of the Fourth" i naslovna pjesma, Samael je vjerojatno dosegnuo razrijeđeni zrak koji dolazi s otkrićem jedinstvenog i izvornog stila."
Časopis Rock Hard uvrstio je Ceremony of Opposites na mjesto broj 284 u svojoj knjizi 500 najboljih rock i metal albuma svih vremena.

## Zasluge
| Samael - Masmiseîm – bas-gitara - Vorphalack – vokali, gitara - Xy – bubnjevi - Rodolphe H. – klavijature, glazbeni uzorci | Ostalo osoblje - Waldemar Sorychta – produkcija, inženjer zvuka, miksanje - Siggi Bemm – inženjer zvuka (pomoćnik) - Eric Vuille – naslovnica - C. Otterbach – raspored ilustracija |